# Höherer Kommandeur der Flakartillerie im Luftkreis III
Der Höhere Kommandeur der Flakartillerie im Luftkreis III war ein Kommandostab auf Brigadeebene der Luftwaffe vor dem Zweiten Weltkrieg. Seine Aufstellung erfolgte am 1. Oktober 1935 in Dresden. Der Brigadestab fungierte dabei als Truppenvorgesetzter der stationierten Flakkräfte in Sachsen-Thüringen-Schlesien und unterstand taktisch dem Luftkreiskommando III, das sich ebenfalls in Dresden befand. Am 30. Juni 1938, wurde der Stab infolge einer Umorganisation aufgelöst.

## Kommandeure
| Dienstgrad   | Name                 | Datum                                |
| ------------ | -------------------- | ------------------------------------ |
| Oberst       | Ruldof Bogatsch      | 1. Oktober 1935 bis 31. Oktober 1936 |
| Generalmajor | Friedrich Hirschauer | 1. November 1936 bis 31. März 1938   |
| Oberst       | Richard Kolb         | 1. April 1938 bis 30. Juni 1938      |

## Unterstellte Verbände
Zum Stichtag 1. Oktober 1937 unterstanden dem Höheren Kommandeur der Flakartillerie im Luftkreis III folgende Flakkräfte:
- I. Abteilung Flak-Regiment 3 in Gotha
- II. Abteilung Flak-Regiment 3 in Weimar
- I. Abteilung Flak-Regiment 10 in Dresden (direkt unterstellt)
- I. Abteilung Flak-Regiment 13 in Wurzen (direkt unterstellt)
- II. Abteilung Flak-Regiment 13 in Leipzig
- I. Abteilung Flak-Regiment 20 in Breslau (direkt unterstellt)
- I. Abteilung Flak-Regiment 23 in Merseburg
- Flak-Regiment 33 in Halle
- I. Abteilung Flak-Regiment 43 in Neuhammer[1]